# Diócesis de Baruipur
La diócesis de Baruipur (en latín: Dioecesis Baruipurensis y en inglés: Roman Catholic Diocese of Baruipur) es una circunscripción eclesiástica de la Iglesia católica en India. Se trata de una diócesis latina, sufragánea de la arquidiócesis de Calcuta. Desde el 4 de mayo de 2020 su obispo es Shyamal Bose.

## Territorio y organización
La diócesis tiene 10 568 km² y extiende su jurisdicción sobre los fieles católicos de rito latino residentes en el estado de Bengala Occidental en el distrito de 24 Parganas sur, parte del distrito de 24 Parganas norte y parte de la ciudad de Calcuta.
La sede de la diócesis se encuentra en la ciudad de Baruipur, en donde se halla la Catedral del Corazón Inmaculado de María.
En 2020 en la diócesis existían 23 parroquias.

## Historia
La diócesis fue erigida el 30 de mayo de 1977 con la bula Ad populi Dei del papa Pablo VI, obteniendo el territorio de la arquidiócesis de Calcuta.

## Estadísticas
Según el Anuario Pontificio 2021 la diócesis tenía a fines de 2020 un total de 63 553 fieles bautizados.
| Año                                                                             | Población            | Población | Población      | Sacerdotes | Sacerdotes    | Sacerdotes    | Bautizados por sacerdote | Diáconos permanentes | Religiosos | Religiosos | Parroquias |
| Año                                                                             | Bautizados católicos | Total     | % de católicos | Total      | Clero secular | Clero regular | Bautizados por sacerdote | Diáconos permanentes | Varones    | Mujeres    | Parroquias |
| ------------------------------------------------------------------------------- | -------------------- | --------- | -------------- | ---------- | ------------- | ------------- | ------------------------ | -------------------- | ---------- | ---------- | ---------- |
| 1980                                                                            | 26 212               | 5 400 000 | 0.5            | 21         | 4             | 17            | 1248                     |                      | 22         | 56         | 9          |
| 1990                                                                            | 35 230               | 6 400 000 | 0.6            | 30         | 15            | 15            | 1174                     |                      | 43         | 51         | 10         |
| 1999                                                                            | 51 918               | 8 400 000 | 0.6            | 44         | 26            | 18            | 1179                     |                      | 61         | 77         | 15         |
| 2000                                                                            | 53 109               | 8 400 000 | 0.6            | 44         | 27            | 17            | 1207                     |                      | 68         | 84         | 15         |
| 2001                                                                            | 54 715               | 8 513 285 | 0.6            | 44         | 28            | 16            | 1243                     |                      | 79         | 84         | 18         |
| 2002                                                                            | 55 419               | 8 628 131 | 0.6            | 44         | 27            | 17            | 1259                     |                      | 59         | 86         | 19         |
| 2003                                                                            | 55 927               | 8 800 693 | 0.6            | 47         | 27            | 20            | 1189                     |                      | 70         | 89         | 19         |
| 2004                                                                            | 56 055               | 8 888 699 | 0.6            | 55         | 31            | 24            | 1019                     |                      | 51         | 92         | 19         |
| 2006                                                                            | 57 190               | 9 067 800 | 0.6            | 55         | 33            | 22            | 1039                     |                      | 83         | 99         | 21         |
| 2012                                                                            | 60 465               | 9 834 000 | 0.6            | 54         | 32            | 22            | 1119                     |                      | 69         | 109        | 22         |
| 2015                                                                            | 61 663               | 9 366 144 | 0.7            | 67         | 39            | 28            | 920                      |                      | 59         | 117        | 22         |
| 2018                                                                            | 62 847               | 9 445 909 | 0.7            | 69         | 38            | 31            | 910                      |                      | 64         | 116        | 22         |
| 2020                                                                            | 63 553               | 9 540 604 | 0.7            | 70         | 39            | 31            | 907                      |                      | 64         | 117        | 23         |
| Fuente: Catholic-Hierarchy, que a su vez toma los datos del Anuario Pontificio. |                      |           |                |            |               |               |                          |                      |            |            |            |

## Episcopologio
- Linus Nirmal Gomes, S.I. † (30 de mayo de 1977-31 de octubre de 1995 renunció)
- Salvadore Lobo (16 de octubre de 1997-4 de mayo de 2020 retirado)
- Shyamal Bose, por sucesión el 4 de mayo de 2020